# Jules Dumont d’Urville
Jules-Sébastien-César Dumont d’Urville, född 23 maj 1790 i departement Calvados, död 8 maj 1842 i Meudon, var en fransk sjöfarare och upptäcktsresande.

## d’Urvilles tidiga liv
Jules Dumont d’Urville började som sjuttonåring i den franska marinen och slutade sin officersutbildning med utmärkta betyg. Dessutom var han intresserad av botanik och han behärskade sju främmande språk flytande.
1820 köpte han under en kartografisk expedition till Egeiska havet statyn Venus från Milo för Frankrike. Mellan 1822 och 1824 var d’Urville deltagare i en botanisk och hydrografisk expedition till Söderhavet under ledning av Louis-Isidore Duperray.

## Expeditionerna

### Expeditionen till Stilla havet
1825 påbörjades en ny expedition till Stilla havets södra delar med fartyget "Astrolabe" och d’Urville blev dess ledare. Den första uppgiften var att leta efter expeditionen med geografen Jean-François de La Pérouse som 1788 försvann i området. 1828 hittades ett vrak som troligen tillhörde La Pérouse. Under resan insamlades över 1 600 växtprov samt ungefär 900 mineralier. Vidare kartlades Sydön i Nya Zeeland och man besökte Fijiöarna, Nya Kaledonien, Nya Guinea, Tasmanien,  Karolinerna och  Celebes. Dessutom dokumenterades flera språk som talades på de uppsökta öarna. 1829 var expeditionen åter i Frankrike.
Med på expeditionen fanns bland andra biologerna Joseph Paul Gaimard och Jean René Constant Quoy.

### Expeditionen till Sydpolen

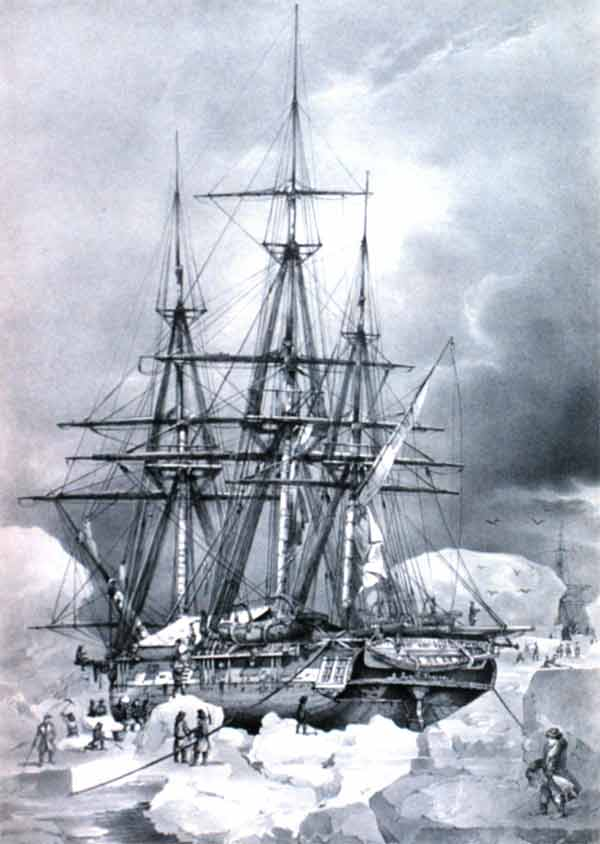
fartygen sitter fast i isen

1837 seglade d’Urville med fartygen Astrolabe och Zèlée mot Sydpolen, men fartygen fastnade tidigt i isen och det krävdes stora ansträngningar för att befria båtarna. Senare insjuknade halva manskapet i skörbjugg och när de var tillbaka i Chile lämnade många expeditionen utan tillstånd. Året därpå tillbringade d’Urville i varmare områden kring Salomonöarna och Nya Guinea.
1839 påbörjade han ett andra försök att nå Antarktis och upptäckte en landmassa på den antarktiska kontinenten som fick namnet Terre Adélie / Adelieland.

## d’Urvilles sena liv
Efter hemresan befordrades d’Urville till konteramiral och alla kvarvarande deltagare fick 150 000 guldfranc.
Jules Dumont d’Urville dog 1842 tillsammans med sin fru och sin son i en tågolycka nära Versailles.
1911 namngavs Dumont d’Urvillehavet till hans minne.